# Wet market

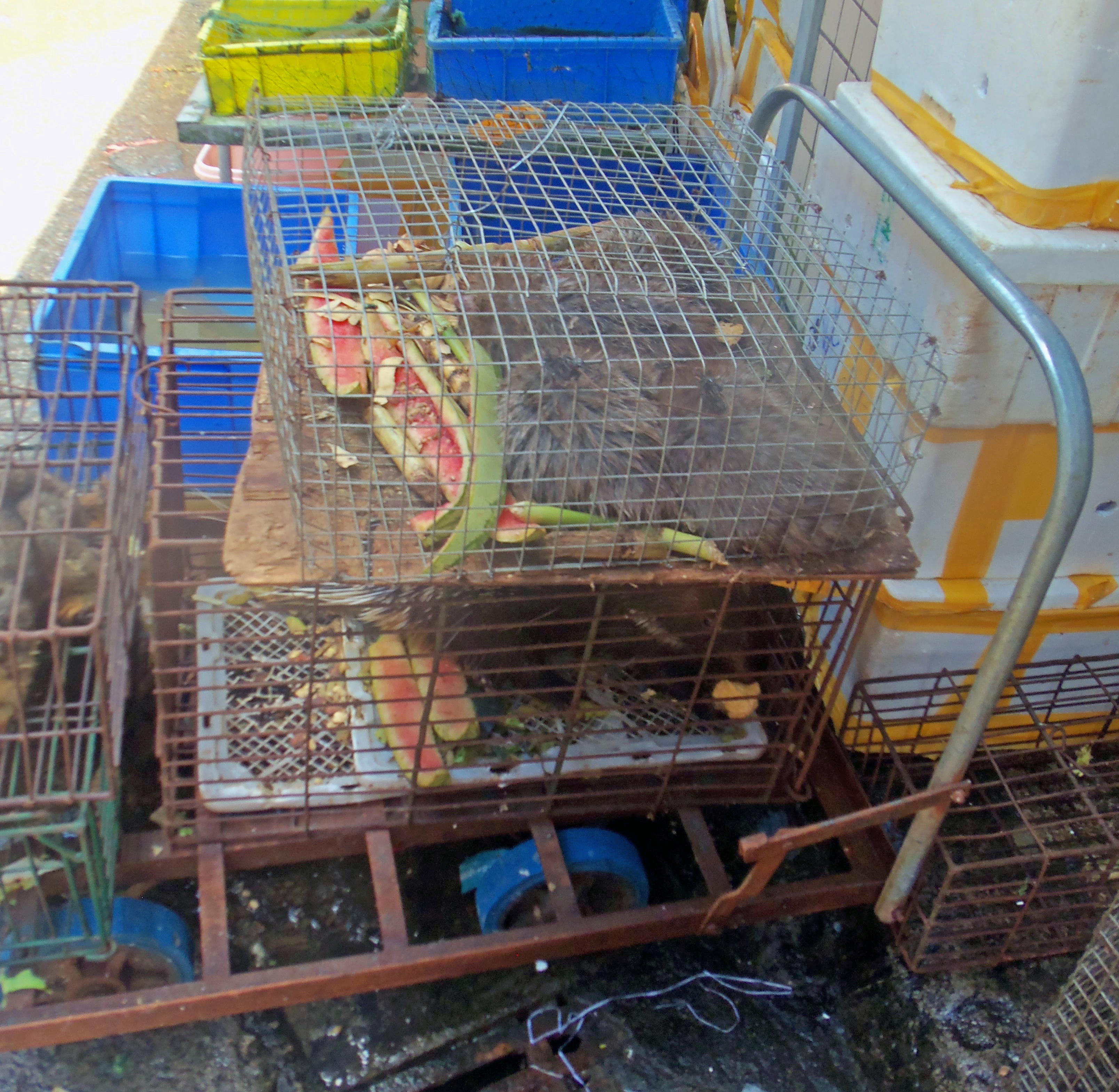
Knaagdieren op de markt in Shenzhen, China.

Met een wet market wordt een, vooral Aziatische, markt bedoeld waar vers vlees, vis en verse producten zoals groente en fruit worden verkocht, in tegenstelling tot "droge markten" voor duurzame goederen zoals kleding en elektronica. De term verwijst vooral naar dergelijke volkse markten in China en het Verre Oosten, waar ook levende dieren worden aangeboden, en eventueel ter plaatse geslacht.  
Oorspronkelijk ging het om straatmarkten, waar dode en levende dieren verkocht werden in open lucht, later in markthallen. Het aanbod omvat gevogelte, vissen en schelpdieren, reptielen, en varkens. Maar op sommige plaatsen worden ook exotische en ongewone dieren aangeboden, levend, als huisdier, om te slachten of als bushmeat: kikkers, slangen, civetkatten, gordeldieren, wolvenpuppies, cicaden, schorpioenen, bamboeratten, eekhoorns, vossen, egels, salamanders, schildpadden en delen van krokodillen. Verder zijn op dergelijke markten kraampjes te vinden die gedroogde bloemen en verwerkte tofoe verkopen, evenals gekookt vlees en vis. 
Sinds de SARS-uitbraak in 2002–2004 zijn er alvast in Hongkong minder grotere dieren en gevogelte te vinden op dergelijke markten, maar elders leeft de traditie voort. 
In Hongkong worden de wet markets het meest bezocht door ouderen, mensen met een lager inkomen, en huishoudelijke hulpen. Ook zijn het bestemmingen geworden voor toeristen om "het echte Hongkong te zien".

## Volksgezondheid

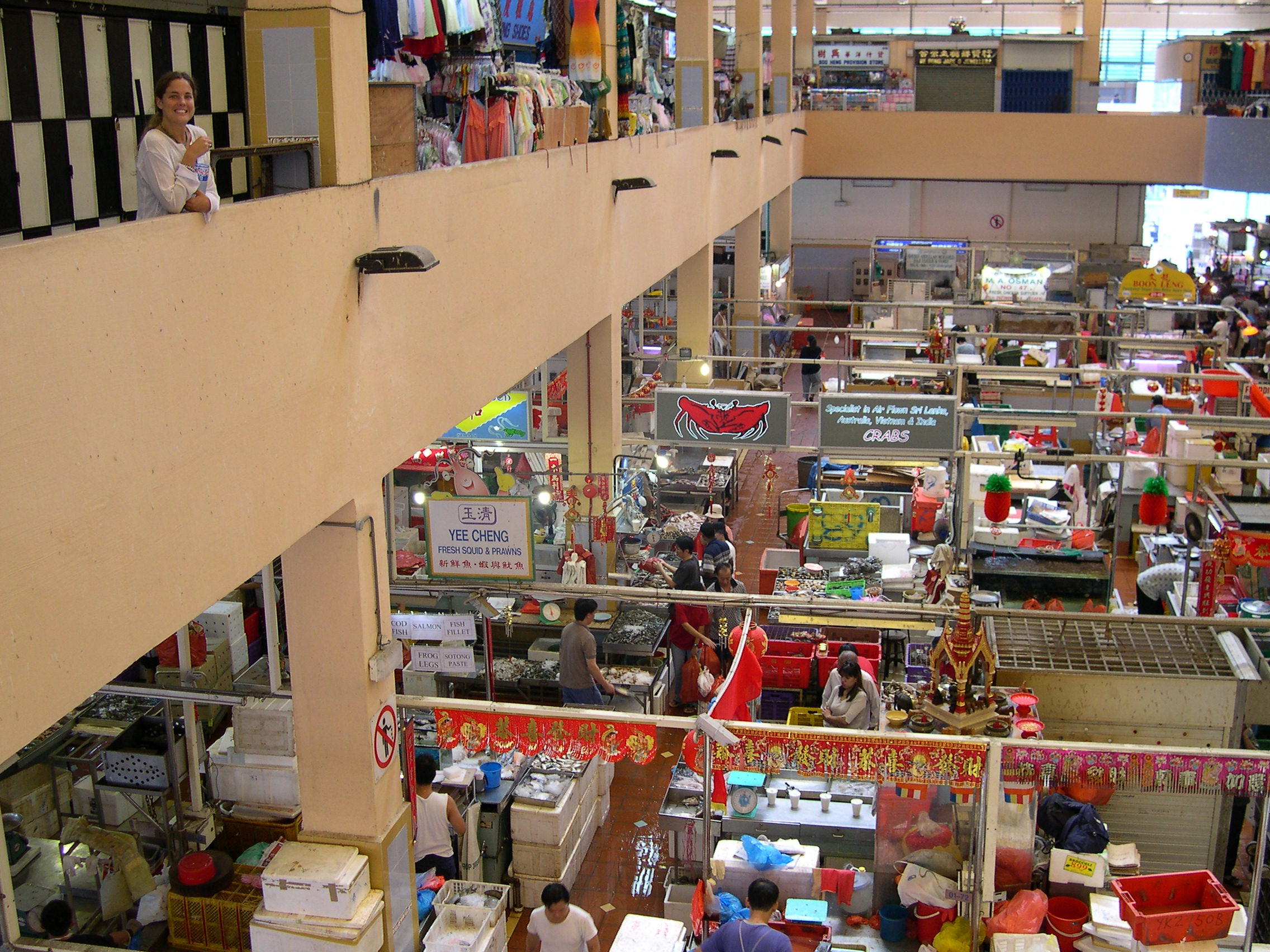
Een wet market in Singapore.

Sommige wet markets voldoen aan alle hygiënische eisen, maar wanneer geen strenge sanitaire normen worden gehandhaafd, kan de handel tot de verspreiding van ziekten leiden. Op de open markten komen nieuw aangevoerde dieren immers rechtstreeks in contact met verkopers, slagers en klanten. Vliegen en andere insecten hebben vrij gemakkelijk toegang tot de levensmiddelen. Karkassen worden soms op de vloer gegooid om verder te versnijden. 
Uitbarstingen van zowel de vogelgriep, SARS als SARS-CoV-2 worden in verband gebracht met het binnenbrengen van levende dieren in onhygiënische wet markets. Ook kunnen deze dieren vooraf in het wild zijn besmet, bijvoorbeeld door vleermuizen. Na elke uitbraak wordt opgeroepen de markten beter te reglementeren, bijvoorbeeld door het slachten op de markt zelf te verbieden.  Maar omdat dit vaak stuit op publiek protest, worden de maatregelen na een tijd weer ingetrokken, of niet algemeen ingevoerd.